# Ivo Čermák
Ivo Čermák (* 29. listopadu 1956) je moravský psycholog, metodolog, agresolog, teoretik vědy. Od roku 1998 je ředitelem Psychologického ústavu Akademie věd České republiky. Je profesorem Fakulty sociálních studií Masarykovy univerzity, má dvě dcery a žije ve Vyškově.

## Dílo
- Lidská agrese a její souvislosti (1998)